# Prediker (boek)
Prediker is een boek in de Hebreeuwse Bijbel. De Hebreeuwse naam luidt קֹהֶלֶת, Ḳohelet (of Koheles). In de Tenach maakt Prediker onderdeel uit van de Geschriften (Ketoeviem) en daarbinnen van de zogeheten feestrollen (Megillot). Prediker behoort tot de wijsheidsliteratuur.

## Naam
Prediker is genoemd naar het eerste vers van het boek. In het Hebreeuws wordt hier de term Ḳohelet gebruikt voor een persoon van wie de leer de inhoud van het boek vormt. Het woord wordt soms als een eigennaam gebruikt. Het is een ongebruikelijk vrouwelijk participium van het werkwoord קהל, ḳahal, "verzamelen" en zou kunnen worden vertaald als "de verzamelende". Hoewel het een vrouwelijk participium is, wordt het mannelijk verbogen. En omdat Ḳohelet ook de "zoon van David" wordt genoemd, verwijst Ḳohelet naar een mannelijk persoon.
In de Griekse Septuaginta wordt Ḳohelet vertaald met Ἐκκλησιαστής, èkklesiastés, "redenaar in de volksvergadering". Hiervan is de Latijnse titel in de Vulgaat afgeleid: Liber Ecclesiastes. In rooms-katholieke Bijbeluitgaven wordt het boek daarom ook wel Ecclesiastes genoemd. Hiëronymus van Stridon stelde als vertaling contionator of concionator, "volksredenaar" voor, omdat de spreker zich niet tot een enkele persoon richt maar tot het publiek als geheel. Maarten Luther sloot zich bij die traditie aan en vertaalde het als "Prediger". De meeste Nederlandse vertalingen volgen dit gebruik.

## Auteur en datering
Traditioneel wordt het boek aan Salomo toegeschreven, omdat de auteur zich in het eerste vers "zoon van David" noemt en in 1:12 "koning van Israël in Jeruzalem". In dat geval zou het boek zijn geschreven in de periode waarin hij volgens de Bijbelse chronologie zou hebben geregeerd (±970-931 v.Chr.).
De wetenschappelijke consensus is dat het boek vrijwel zeker uit de periode na de Babylonische ballingschap stamt. Taalkundige kenmerken als Aramese invloeden en Perzische leenwoorden maken een datering voor de 5e eeuw v.Chr. uiterst onwaarschijnlijk. Het boek is geschreven in een jongere vorm van het Hebreeuws dan de boeken Ezra en Nehemia, wat erop kan duiden dat het in of na de 4e eeuw v.Chr. is geschreven. Het boek kan niet geschreven zijn na 170 v.Chr., want de auteur van Wijsheid van Jezus Sirach maakt er gebruik van en dat werk kan met vrij grote zekerheid worden gedateerd ergens tussen 190 en 170 v.Chr. Een datering rond de 3e of 4e eeuw v.Chr. is daarom gebruikelijk. Van die periode is bekend dat er wijsheidsleraren rondtrokken die leerlingen rond zich verzamelden. Mogelijk gaat het boek Prediker op een dergelijke wijsheidsleraar of verzameling van dergelijke geschriften terug.

## Inhoud, thema, boodschap
Een sleutelwoord in Prediker is het Hebreeuwse הֶבֶל hevel, 'lucht en leegte' (Prediker 1:2; 12:8), min of meer hetzelfde als wat wordt aangeduid met het Latijnse vanitas. Oudere vertalingen, zoals de Statenvertaling en de NBG 1951 gaven 'ijdelheid der ijdelheden'; ijdel betekent hier dus 'ijl' en niet 'verwaand'. In de Hebreeuwse Bijbel wordt het woord regelmatig gebruikt als het gaat om de vergankelijkheid van het menselijk leven. Vermeend waardevolle dingen, zoals rijkdom of militaire kracht, kunnen hevel blijken te zijn. Andere godheden en hun cultusbeelden worden polemisch beschreven als machteloze nietsnutten. Prediker neemt dit gebruik over, maar geeft het woord ook een eigen betekenis. De wijsheid slaagt er niet in om de wereld inzichtelijk te maken: hoe meer inzicht een mens nastreeft, hoe meer hij ervan overtuigd raakt dat de wereld absurd is. Toch zijn er bepaalde ervaringen die wel zinvol kunnen zijn. In liefde, werk en intellect kan de mens voldoening vinden, zodat zijn bestaan niet volledig zinloos is (Prediker 9:7-10), maar ook deze zaken brengen geen waar geluk.
Prediker vraagt wat het Hebreeuwse טׂוב, ṭov, "goede" in het leven is. De Duitse theoloog Ludger Schwienhorst-Schönberger vat dit op als menselijk geluk. Het materialiseert zich als een ervaring van geluk, niet als het bezit van materiële en sociale goederen. Köhlmoos geeft de voorkeur aan de term levensvreugde. In elk geval wordt het 'goede' door Prediker opgevat als een geschenk van God dat niet beschikbaar en vluchtig is (carpe diem-motief).
Het boek eindigt met een epiloog waarin wordt aanbevolen om God te vrezen en zijn geboden te onderhouden. Deze zijn de maatstaf waarmee God de handelingen van de mens zal beoordelen, de goede, de slechte en zelfs de verborgene.

## Invloed

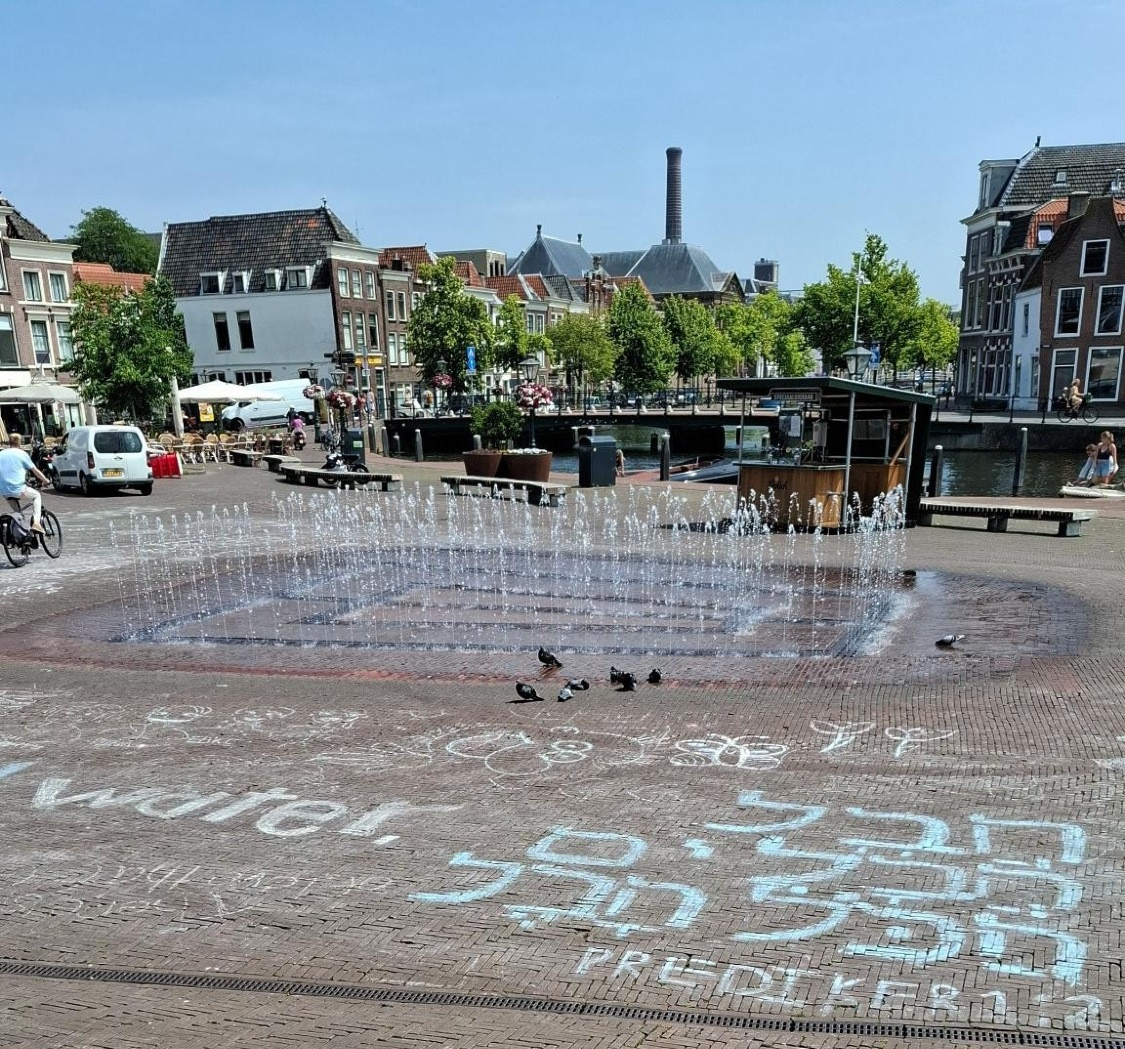
Citaat uit Prediker 1:2, 'ijdelheid der ijdelheden, het is al ijdelheid' (Statenvertaling), op de Beestenmarkt (Leiden)

Uitdrukkingen in Prediker zoals 'alles is ijdelheid' en 'er is niets nieuws onder de zon' worden in brede kring gebezigd. Ook via de seculiere literatuur vonden de teksten uit Prediker een breder publiek:
- In Vanitas-stilleven met zelfportret van de schilder (1651) van de Nederlandse kunstschilder David Bailly wordt "Vanitas vani[ta]tum et omnia vanitas" geciteerd.
- In Titaantjes van Nescio wordt Prediker genoemd: "Bekker las uit Dante voor, de Prediker en 't Hooglied en 't boek Job kende-n-i uit z'n hoofd. 't Was heel indrukwekkend."
- De titel van de roman The Sun Also Rises (1926) van Ernest Hemingway is gebaseerd op Prediker 1:5.
- In het wielergedicht 'Mont Ventoux' van Jan Kal wordt Prediker 1:8 aangehaald: "Alles is onuitsprekelijk vermoeiend".
- Pete Seeger schreef eind jaren vijftig het nummer "Turn! Turn! Turn!" (vooral bekend door de hitsingle van The Byrds) waarin hij Prediker 3:1-8 op muziek zette.
- Gerrit Komrij schreef het gedicht "Prediker" dat staat in zijn bundel "Rook zonder vuur".